# Back in Black (песня)
Back in Black — песня австралийской группы AC/DC. Была выпущена на одноимённом альбоме в 1980 году.
Альбом Back in Black стал самым продаваемым альбомом группы и одним из самых значительных в истории хард-рока. Среди всех хитов альбома одноимённая с названием альбома песня, написанная в память о Боне Скотте, и «You Shook Me All Night Long» многими считаются квинтэссенцией музыки AC/DC и даже хард-рока в целом.
Как они сказали:«Эта песня не имеет права быть отвратительной — она должна стать панегириком Бону»<...> Я подумал: «В таком случае — никакого давления». (смеётся) Я просто написал на листе ту, как мне казалось, чушь, что пришла в голову. «Девять жизней и кошачьи глаза. Избавляюсь от ненужного и выхожу из-под контроля.» Однако парни взяли текст. В этих строках они видели жизнь Бона.Брайан Джонсон в интервью Mojo, 2009

## Участники записи
- Брайан Джонсон — лидер-вокал
- Ангус Янг — соло-гитара
- Малькольм Янг — ритм-гитара
- Клифф Уильямс — бас-гитара
- Фил Радд — ударные

## Награды и хит-парады
Композиция поднималась до 37-го места в хит-параде Hot 100 и до 51-го — в Top Tracks (1981 год).
Сингл достиг максимального уровня продаж в США и ему был присвоен мультиплатиновый статус от RIAA за тираж более 2 000 000 экземпляров в июле 2007 года.
По версии канала VH1, «Back in Black» занимает четвёртое место в списке сорока лучших песен в стиле метал и второе — в стиле хард-рок.
В списках «500 величайших песен всех времён» и «The 100 Greatest Guitar Songs of All Time» журнала Rolling Stone занимает 190-е и 29-е места соответственно. По результатам опроса читателей издательства TeamRock гитарный рефрен «Back in Black» в 2017 году вошёл в число двадцати величайших гитарных риффов всех времён. В марте 2023 года группа авторов Rolling Stone включила композицию в список «100 величайших хеви-метал песен всех времён». В этом рейтинге она заняла 17-ю позицию.